# 가키나미 가오루
가키나미 가오루(일본어: 柿並 薫, 1966년 5월 7일 ~ )는 일본의 은퇴한 여자 축구 선수이다.

## 국가대표팀 경력
그녀는 1981년 9월 6일 잉글랜드과의 경기에서 일본 국가대표팀에 데뷔했다. 그녀는 1984년까지 국제 A매치 4경기에 출전했다.

## 통계
| 일본 | 일본 | 일본 |
| 연도 | 출전 | 득점 |
| ---- | ---- | ---- |
| 1981 | 1    | 0    |
| 1982 | 0    | 0    |
| 1983 | 0    | 0    |
| 1984 | 3    | 0    |
| 통산 | 4    | 0    |